# Je ne suis pas coupable (téléfilm)
Pour le roman, voir Je ne suis pas coupable.
Je ne suis pas coupable (Sad Cypress) est un téléfilm britannique de la série télévisée Hercule Poirot, réalisé par David Moore, sur un scénario de David Pirie, d'après le roman Je ne suis pas coupable, d'Agatha Christie.
Ce téléfilm, qui constitue le 51e épisode de la série, a été diffusé pour la première fois le 26 décembre 2003 sur le réseau d'ITV.

## Synopsis
Elinor Carlisle est accusée d'avoir assassiné sa rivale en amour, Mary Gerrard. Quelques jours après la mort de sa tante, Mme Welman, elle avait invité l'infirmière Hopkins et Mary Gerrard à déjeuner. Après avoir mangé les sandwiches d'Elinor et pris le thé préparé par l'infirmière, Mary était décédée subitement. Peu avant, le fiancé d’Elinor, Roddy Winter, l'avait quittée pour Mary. Mais le docteur Lord, ne voulant pas croire en la culpabilité d'Elinor, fait appel à Hercule Poirot pour enquêter. Le temps presse car Elinor est condamnée à mort et doit bientôt être exécutée.

## Fiche technique
- Titre français : Je ne suis pas coupable
- Titre original : Sad Cypress
- Réalisation : David Moore
- Scénario : David Pirie, d'après le roman Je ne suis pas coupable (Sad Cypress) (1940) d'Agatha Christie
- Décors : Michael Pickwoad
- Costumes : Sheena Napier
- Photographie : Martin Fuhrer
- Montage : Melanie Viner-Cuneo
- Musique originale : Christopher Gunning
- Casting : Maureen Duff et Gail Stevens
- Production : Margaret Mitchell
  - Production déléguée : Michele Buck, Phil Clymer, Delia Fine et Damien Timmer
  - Production associée : David Suchet
- Sociétés de production : London Weekend Television, A&E Television Networks, Agatha Christie Ltd.
- Durée : 100 minutes
- Pays d'origine :  Royaume-Uni
- Langue originale : Anglais
- Genre : Policier
- Ordre dans la série : 51e - (2e épisode de la saison 9)
- Première diffusion :
  -  Royaume-Uni : 26 décembre 2003 sur le réseau d'ITV

## Distribution
- David Suchet (VF : Roger Carel) : Hercule Poirot
- Elisabeth Dermot Walsh (VF : Kathleen Dirigo) : Elinor Carlisle
- Rupert Penry-Jones (VF : Olivier Cordina) : Roddy Winter
- Kelly Reilly (VF : Pascale Chemin) : Mary Gerrard
- Paul McGann (VF : Claude Lesko) : Dr Peter Lord
- Phyllis Logan (VF : Hélène Otternaud) : l'infirmière Hopkins
- Marion O'Dwyer (VF : Brigitte Aubry) : l'infirmière O'Brien
- Diana Quick (VF : Maïté Monceau) : Mme Laura Welman
- Stuart Laing : Ted Horlick
- Jack Galloway : Marsden
- Geoffrey Beevers (VF : Jean Roche) : maître Seddon (le notaire)
- Alistair Findlay : le procureur
- Linda Spurrier : Mme Bishop
- Ian Taylor (VF : Bernard Musson) : un commerçant
- Timothy Carlton (VF : Bernard Musson) : le juge
- Louise Callaghan : la femme de chambre d'Hunterbury

Source doublage : Doublage francophone

## Anecdote
- Dans l'épisode, le décès de Laura Welman est annoncé dans la même édition de journal que le décès de George Gershwin. Il est à noter qu'il y a une incohérence entre les deux annonces de décès car Laura Welman est décédée le 16 septembre 1937, soit plusieurs semaines après Gershwin[2].